# Дмитревский, Владимир Иванович
Влади́мир Ива́нович Дмитре́вский (1908, Тульская область — 1978, Ленинград) — советский русский писатель, критик, исследователь фантастики. Член СП СССР.

## Биография
Окончил Институт красной профессуры.
1 октября 1948 был арестован, а 25 мая 1949 по постановлению Особого Совещания при МГБ СССР осуждён на 15 лет ИТЛ по статье 58-1а (измена Родине). Наказание отбывал в Озерлаге. По постановлению Комиссии Президиума Верховного Совета СССР от 24 сентября 1956 от дальнейшего наказания освобождён. Реабилитирован в 1957.
Во время кампании по осуждению Иосифа Бродского за тунеядство выступил на заседании Ленинградского отделения СП РСФСР 17 декабря 1963 года в поддержку обвинения.
Жил и умер в Ленинграде. Похоронен на Комаровском кладбище.
Дочь Татьяна.

## Литературное творчество
Начал печататься в 1923 году. В литературе дебютировал в 1927 году с реалистическими повестями и рассказами. В лагерях познакомился с Б. Четвериковым, в соавторстве с которым написал роман «Мы мирные люди» (1960). Автор серии из четырёх романов о судьбе коммуниста Дмитрия Муромцева: «Бей, барабан!» (1961), «Давай встретимся в Глазго» (1967), «Ветер в старых липах» (1975), «Астроном верен звёздам» (1974). Написал также книгу из серии «Жизнь замечательных людей» об одном из руководителей Коммунистического интернационала О. Пятницком.
В конце 1950-х годов, под влиянием Е. П. Брандиса, увлёкся фантастикой, с 1957 года активно выступал с критическими статьями о ней — главным образом в соавторстве с Брандисом. Сотрудничество с последним вылилось в создание целого ряда интересных статей по проблемам научной фантастике и двух книг, ставших классикой отечественного фантастоведения, — «Дорога к звёздам» (1961) и очерка творчества И. Ефремова «Через горы времени» (1963). Заслуживают внимания и статьи, написанные Дмитревским самостоятельно, в которых критик в трудное для советской научной фантастики время отстаивал её право на «крылатую мечту». Составитель многих сборников научной фантастики. Является одним из авторов написанной ленинградскими писателями фантастической повести-буриме «Летающие кочевники».
Познакомившись в 1957 году с И. А. Ефремовым, стал его близким другом и сподвижником (как отмечает биограф Ефремова О. Еремина: "После Алексея Петровича Быстрова, может быть, именно Владимира Ивановича Дмитревского можно назвать самым близким другом Ефремова").
Дмитревский работал в журнале «Нева», и именно поэтому туда отдал печататься свою повесть "Лезвие бритвы" Ефремов.

## Интересные факты
Переводчица Галина Усова в книге "Келломяки, колокольная гора" вспоминает: «Дмитревский молча слушал читавших поэтов, а потом начал рассказывать эпизоды из лагерной жизни. Рассказывал он, между прочим, о том, как во время обеда неожиданно получил в свою миску вторую пайку, и раздатчик хмуро ему сказал:
— Иван велел подкормить.
И в течение целого месяца Владимиру Ивановичу выдавали две порции без единого слова. Но как только месяц закончился и  он по уже устоявшейся привычке протянул миску вторично, ему так же хмуро пояснили:
— Иван сказал — будет».

## Произведения
- Дмитревский В. Демпинг. — Л., 1931
- Дмитревский В. Им угрожает смерть. — М., ОГИЗ, 1931
- Дмитревский В. Мистер Фиш сердится на большевиков. — Л.: ОГИЗ-Прибой, 1931
- Дмитревский В., Четвериков Б. Мы мирные люди. Л.: Лениздат, 1960, 1966.
- Дмитревский В. И. Бей, барабан! — Л., Детгиз, 1961.
- Дмитревский В. И., Брандис Е. П. Дорога к звёздам // Звезда. 1961. № 12. С. 181—186.
- Дмитревский В. И., Брандис Е. П. Через горы времени. М.; Л.: Сов. писатель, 1963. — 220 с., 10 000 экз.
- Дмитриевский В.И. Встречи с грядущим //  Выпуск: № 9. О литературе для детей: ежегодник / Дом детской книги. - Ленинград: Детская литература, 1964. - С. 29-46.
- Дмитревский В. И., Брандис Е. П. Зеркало тревог и сомнений. М.: Знание, 1967
- Дмитревский В. И. Давай встретимся в Глазго : повесть / [Илл.: М. С. Беломлинский ]. Л.: Лениздат, 1967. — 360 с.: ил., 65 000 экз.
- Дмитревский В., Стругацкие А. и Б., Ларионова О., Шалимов А., Мееров А., Шейкин А., Томилин А., Невинский В., Гор Г. Летающие кочевники: повесть-буриме // Костёр. 1968. № 9. С. 49—53.
- Дмитревский В. И. Рафаэль Хитаров // Вожаки комсомола. М.: Молодая гвардия, 1974. 3-е изд., испр.: 1978 («ЖЗЛ»)
- Дмитревский В. И. Ветер в старых липах: Повесть. Л.: Сов. писатель, 1975. — 264 с., 30 000 экз.
- Дмитревский В. И. Астроном верен звёздам. Л.: Лениздат, 1974. — 360 с., 100 000 экз.
- Дмитревский В. И. Пятницкий О. А.. М: Молодая гвардия, 1971. — 272 с. («ЖЗЛ»), 65 000 экз.
- Дмитревский В. И. Десять ступеней к победе. М.: Политиздат, 1976